# Shida Bazyar
 (juillet 2023).
Œuvres principales
Nachts ist es leise in Teheran, Drei Kameradinnen
Shida Bazyar, née en 1988 à Hermeskeil, est une écrivaine allemande.

## Biographie
Shida Bazyar est née en Allemagne en 1988. Un an auparavant, ses parents, militants politiques communistes, fuyaient l’Iran et la révolution Islamique. Étudiante en littérature et en journalisme culturel, Shida Bazyar commence par écrire des nouvelles pour des magazines et des revues. Les Nuits sont calmes à Téhéran est son premier roman. Salué par la critique, le livre s’est vendu à plus de 30 000 exemplaires outre-Rhin.

## Œuvre
- Nachts ist es leise in Teheran, Roman, Kiepenheuer & Witsch, Köln 2016.
- Drei Kameradinnen, Roman, Kiepenheuer & Witsch, Köln, 2021.

### Œuvre traduite en français
- Les nuits sont calmes à Téhéran, Slatkine & Cie, 2018[2].

## Distinctions
- 2017 : Prix Uwe-Johnson pour Nachts ist es leise in Teheran[3]